# نیکون دی۸۰
نیکون دی۸۰ (به انگلیسی: Nikon D80) یک دوربین عکاسی تک‌لنزی بازتابی ساخت شرکت نیکون است.